# Henning Nølke
Henning Nølke (født 10. april 1948 i København) er en dansk sprogforsker og professor emeritus fra Aarhus Universitet. Han har især forsket i fransk lingvistik og fransk grammatik.

## Biografi
Henning Nølke var en aktiv bridgespiller som barn og ung, hvor han spillede på Danmarks bridgelandshold og flere gange blev danmarksmester. Han blev student ved Statsgymnasiet Schneekloths Skole i 1966. Derefter var han friskolelærer samt matematikstuderende ved Københavns Universitet indtil 1970, hvorefter han var matematiklærer ved Statsgymnasiet Schneekloths Skole indtil 1975. Fra 1974 studerede han fransk og lingvistik ved Københavns Universitet og blev cand.mag. og lic.phil. i 1981. Som studerende modtog han også Københavns Universitets guldmedalje i 1978. I perioden 1978-1983 var han kandidatstipendiat og seniorstipendiat. Derefter var han dansk lektor i Nancy fra 1983 og indtil 1985 hvor han blev lektor i fransk på Handelshøjskolen i København. I 1989 blev han i stedet professor i fransk ved Handelshøjskolen i Aarhus. Han blev doktor i erhvervssprog i 1994. Fra 1999 var det ved Aarhus Universitet han var professor i fransk, indtil han gik på pension i 2017.

## Hæder
Udover Københavns Universitets guldmedalje i 1978 er Henning Nølke udnævnt som æresprofessor ved Universitetet i Toulouse og har i 2020 modtaget det Franske Akademis Sprogpris (Le prix Émile Benveniste) af Académie française som den første ikke-franske person. Derudover er han optaget i Kraks Blå Bog samt Ridder af Dannebrog.